# IC 4527
IC 4527 — галактика типу SBbc (компактна витягнута галактика) у сузір'ї Вовк.
Цей об'єкт міститься в оригінальній редакції індексного каталогу.